# Torslanda kyrka

Torslanda kyrka är en kyrkobyggnad som sedan 2010 tillhör Torslanda-Björlanda församling (tidigare Torslanda församling) i Göteborgs stift. Den ligger i stadsdelen Torslanda, Göteborg. Kyrkan är en av stiftets mest populära bröllopskyrkor..

## Kyrkobyggnaden
Troligen är kyrkan byggd någon gång i perioden slutet av 1100-talet till 1200-talets mitt. Den omnämns första gången i skrift i Biskop Eysteins jordebok med anledning av biskopens visitation år 1388. Långhusets taklag, som består av femton takstolar i ek, är de enda kända medeltida sådana som bevarats i Bohuslän. Möjligen är de så gamla som från byggnadstiden.
Planen utgörs av ett rektangulärt långhus med ett tresidigt kor i full bredd i öster, en sakristia vid korets östsida och ett vapenhus vid långhusets västgavel. Sadeltaket är valmat och har brant fall. Interiören är ljus med ett tunnvälvt innertak.
Byggnaden och inredningen har ändrats om ett stort antal gånger.
- 1766 tillkom vapenhuset i väster, som ersatte ett äldre av trä.
- 1780 byggdes det nuvarande tresidiga koret, varvid det medeltida koret och triumfbågsmuren revs. Samtidigt slogs tunnvalvet i trä över hela kyrkorummet.
- På 1700-talet tog man upp fler och större fönster.
- 1806 byggdes en liten sakristia.
- 1898 vid en större restaurering under ledning av Adrian Crispin Peterson sattes nya pelare av järn upp under läktaren och de gamla slutna bänkarna byttes ut mot nya öppna i nygotisk stil. All inredning målades om.
- 1956 utfördes ytterligare en omfattande restaurering under ledning av Sigfrid Ericson och Thorbjörn Engblad. Den syftade till att återskapa en äldre utformning, varvid Petersons gestaltning från 1898 utplånades. Den äldre färgsättningen på alla inredningsföremål från 1600- och 1700-talet togs åter fram och denna färgsättning råder idag. Järnpelarna kläddes in med träpanel och de slutna bänkarna återkom. Ett nytt korfönster målat av Fritiof Swensson tillkom. Sakristian utvidgades. Orgelverket byttes ut. Dagens ålderdomliga intryck har således delvis uppnåtts genom 1956 års restaurering.
- 2002 renoverades interiörmålningen. Träinredning och skulpturer konserverades och altaret byggdes om.

## Klockstapel och klocka
Till väster om kyrkogården, högt placerad på ett berg, står klockstapeln från 1821. Klockan är gjuten i Stralsund 1656.

## Inventarier

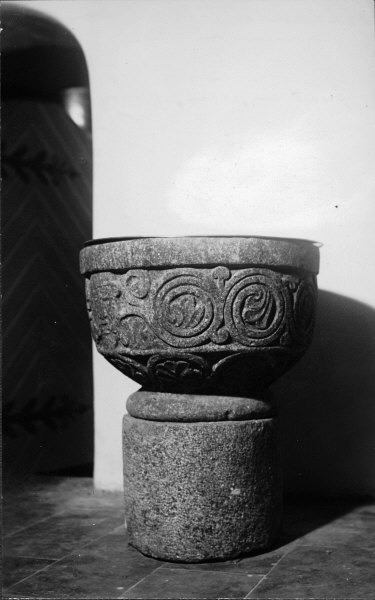
Den medeltida dopfunten.
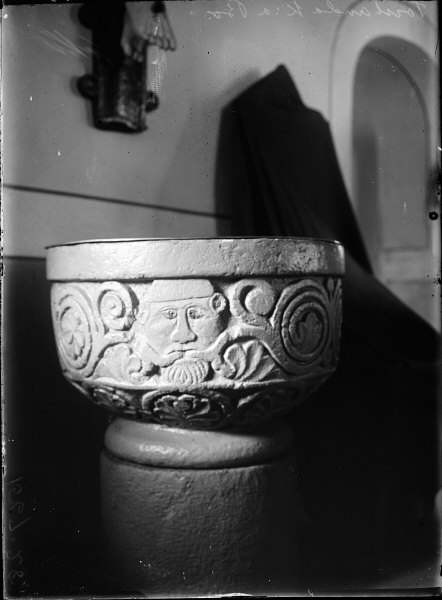
Detalj med mansansiktet.
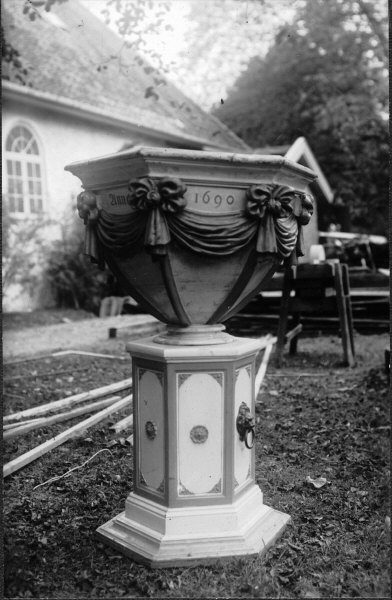
Dopfunten från 1690.
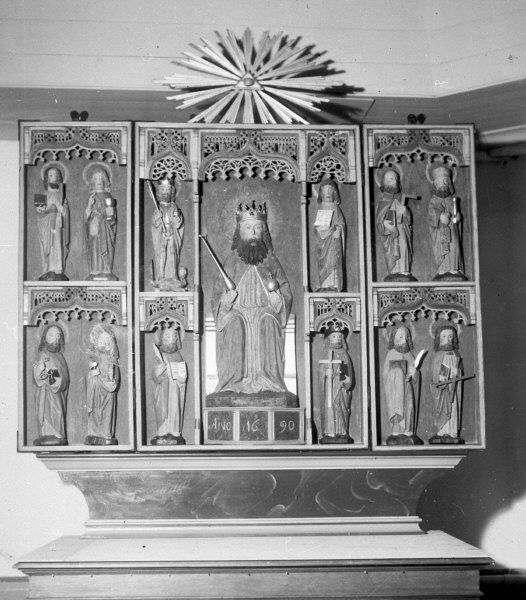
Altarskåpet.
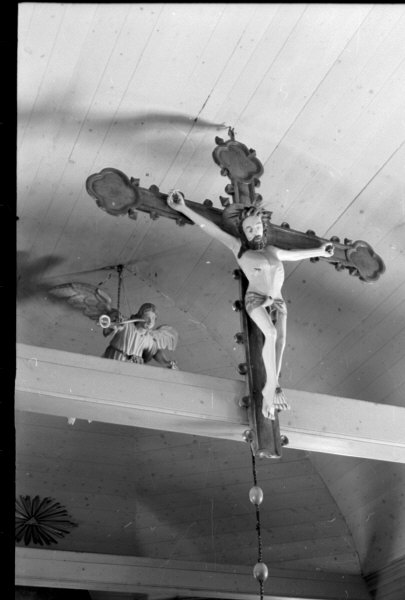
Triumfkrucifixet och bakom basungängeln.
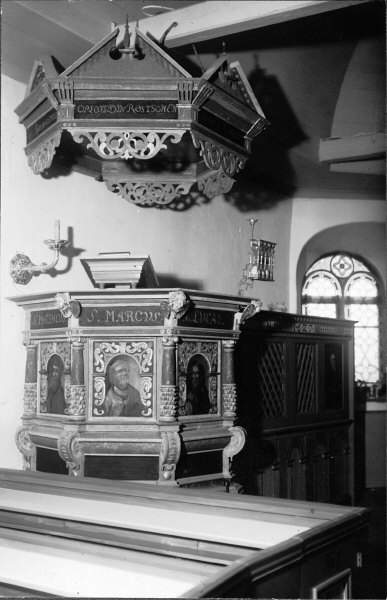
Predikstolen.

- Av den ursprungliga dopfunten i täljsten återstår endast cuppan, som har en höjd av 44 cm. Den är utförd på 1200-talet av dopfuntmästaren Thorkillus. Den vilar på en 33 cm hög granitsockel från sent 1800-tal. Cuppans dekorationer består av en 6 cm bred slät rand överst och därunder spiralvridna akantusrankor med blad. På framsidan finns ett skäggigt mansansikte med kalott ur vilken rankorna utgår. På den skrånande undersidan finns liknande ornament, fast här är de inte spiralvridna. Det har tidigare funnits stora skador som är lagade. Funten har uttömningshål och uppvisar likheter med cuppan i Björlanda kyrka.[3] År 1896 ströks den över med brun färg.[4]
- Kyrkans andra dopfunt är tillverkad av trä av en okänd mästare och daterad till 1690.[4]
- Altarskåpet är troligen från 1400-talet.
- Triumfkrucifixet, som hänger högt i en bjälke över ingången till koret, är från mitten av 1400-talet. Det flyttades 1780 då triumfbågen revs och är troligen ett svenskt arbete, utfört i trä och målat i ekimitation. Det restaurerades 1896. Det företer likheter med krucifixet i Marstrands kyrka.[5]
- Predikstolen i trä är från 1627 och har ett timglas från 1600-talet.
- Läktaren tillkom 1671.
- Basungängeln är en gåva till kyrkan från 1737.
- Oljemålningen med motivet Susanna i badet är utförd 1781 av Johan Rodin.
- Votivskeppet är en kopia av ett original som förvaras vid Göteborgs sjöfartsmuseum.

### Orgel
Den numera ljudande fasaden från kyrkans första orgel, byggd 1858 av Johan Nikolaus Söderling, är bevarad. Det mekaniska verket tillverkades 1972 av Lindegren Orgelbyggeri AB och renoverades och omdisponerades hösten 2000 av Tostareds Kyrkorgelfabrik. Det har tolv stämmor fördelade på två manualer och pedal.

#### Disposition
| Huvudverk (I) C-g3 | Svällverk (II) C-g3 | Pedalverk (P) C-f1 | Koppel |
| Principal 8'       | Gedackt 8'          | Subbas 16'         | I/P    |
| Rörgedackt 8'      | Koppelflöjt 4'      | Borduna 8'         | II/P   |
| Oktava 4'          | Valdflöjt 2'        |                    | II/I   |
| Kvinta 3'          | Kvinta 1 1⁄3'       |                    |        |
| Oktava 2'          | Oboe 8'             |                    |        |

## Kyrkogården

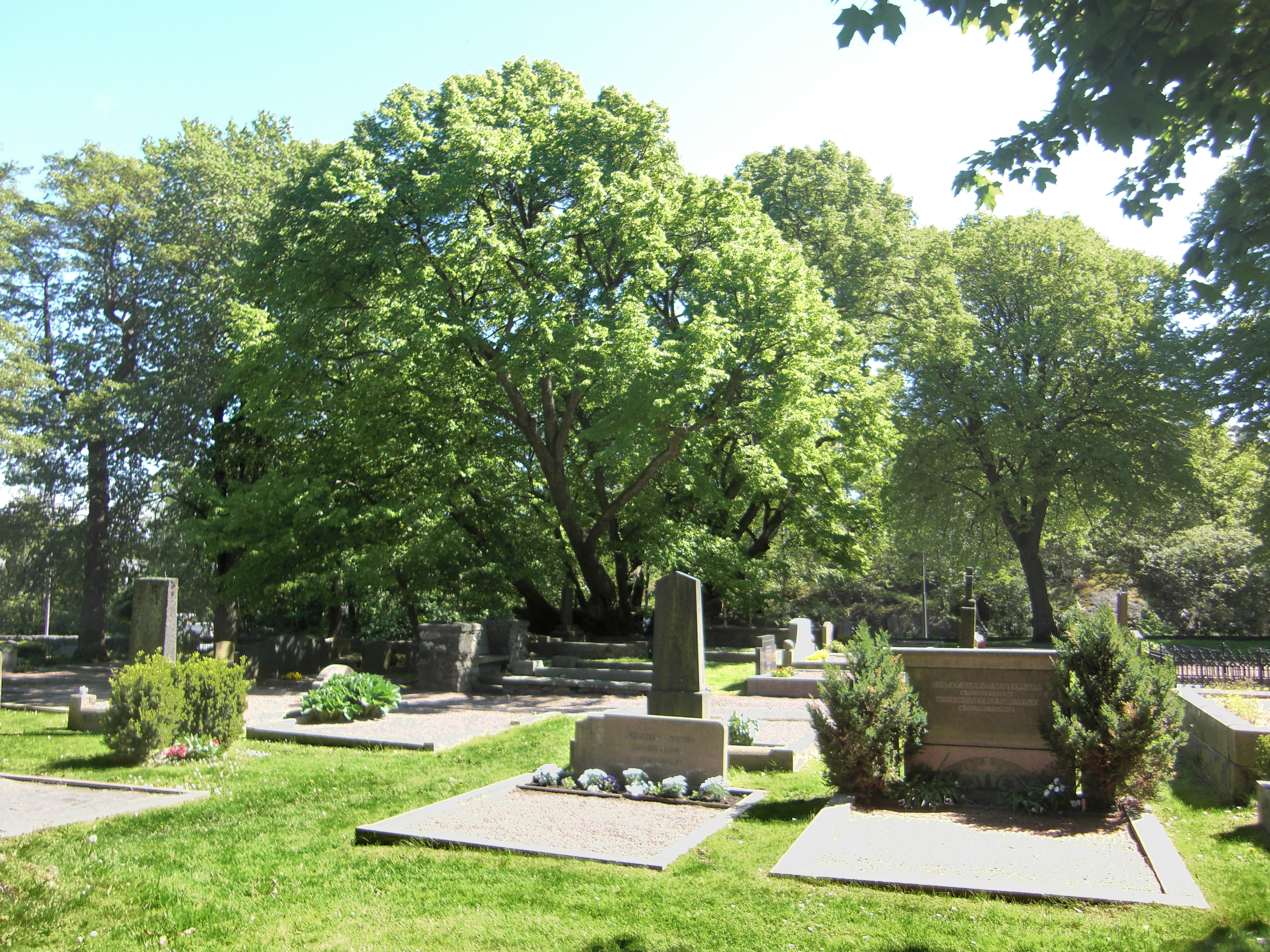
Den tusenåriga linden vid Torslanda kyrka.

Torslanda kyrkogård har det officiella tillkomståret 1783. Den utvidgades senast 1977 och en askgravlund tillkom 2009. Kyrkogården omfattar 1,3 hektar och har 779 gravar. Linden på kyrkogården är minst 800 år. Intill trädet finns en gravsten över kyrkoherden Arfwid Gren, som dog 1799. Texten avslutas: Gnag ey de Dödas Ben Förvara Deras Minne. Rör ey vid denna Sten. Ty Döden Bor där inne. Längs kyrkogårdens murar växer almar, de flesta planterade 1837.